# Dendromaia unamakiensis
Dendromaia unamakiensis és una espècie extinta de sinàpsid de la família dels varanòpids que visqué en allò que avui en dia és Nord-amèrica durant el Carbonífer superior, fa entre 306 i 309 milions d'anys. Se n'han trobat restes fòssils a la formació de Sydney Mines, a l'illa del Cap Bretó (Canadà). Es tracta de l'única espècie del gènere Dendromaia. Fou descrit a partir d'un individu adult i una cria fossilitzats l'un al costat de l'altra, per la qual cosa ha estat interpretat com l'exemple més antic conegut de cura parental en un animal. El nom genèric Dendromaia significa ‘mare de l'arbre’, en referència al fet que el material original fou descobert en una soca d'arbre litificada, mentre que el nom específic unamakiensis significa ‘d'Unama'ki’, que és el nom de l'illa del Cap Bretó en micmac.